# السد (الرضاني)

تعديل مصدري - تعديل

السد  إحدى حارات مدينة الرضائي بمحافظة إب، بلغ تعداد سكانها 165 نسمة حسب تعداد اليمن لعام 2004.